# Dave Farrell
David Michael Farrell, színpadi nevén Phoenix, (Plymouth, 1977. február 8. –) a Linkin Park nevű zenekar jelenlegi basszusgitárosa, háttérénekese. Tagja volt a Snax nevű együttesnek is. A Linkin Parkhoz együtt csatlakozott Mark Wakefield-del, Joseph Hahn-nal ami akkor még Xero néven futott. Később, körülbelül 1996-97 környékén csatlakozott a Tasty Snax zenekarhoz, ahol két albumon basszusgitározott. Dave 1999-től 2001-ig kilépett a Linkin Parkból majd 2001-ben visszatért. A Linkin Parknál 7 stúdióalbumon basszusgitározott.

## Diszkográfia
Albumok a Linkin Parkkal:
- Hybrid Theory (2000),
- Meteora (2003),
- Minutes To Midnight (2007),
- Living Things (2012),
- The Hunting Party (2014),
- One More Light (2017)
- From Zero (2024)

Albumok a Tasty Snax-el:
- Run Joseph, Run (1998),
- Tasty Snax (2000)